# Дискография Toto
Дискография американской рок-группы Toto включает в себя 14 студийных альбомов, 7 концертных альбомов, 19 сборников, 65 синглов, 1 саундтрек.
Дебютный альбом, одноимённый группе — Toto — был издан в 1978 году. Он пришёлся по вкусу радиослушателям, но в прессе был принят отрицательно. Первый сингл из пластинки, «Hold the Line», возглавил южноафриканский хит-парад, а в Швеции он добрался до 3 строчки. Следующие релизы — Hydra и Turn Back не были такими же успешными, как Toto, хотя в чарте Норвегии Hydra занял 1 место. Toto IV, вышедший в 1982 году, прибавил коллективу популярности. В Нидерландах диск занял 1 строчку, а в Норвегии — 2. Сингл «Rosanna» вошел в американский и норвежский чарты на 2 место, в Швейцарии и Южной Африке же, он занял 3 места.
Композиция «Africa», также изданная синглом из Toto IV, вошла в британский чарт UK Singles Chart на 3 строчку, в Ирландии — на 2. В США она возглавила хит-парад Billboard Hot 100. Следующий альбом, Isolation, изданный в 1984 году, не повторил достижений своего предшественника. Позднее, коллектив представил публике два новых альбома — Fahrenheit (1986) и The Seventh One (1988), которые пользовались умеренным спросом, но последний из них возглавил хит-парад Нидерландов, а сингл из него — «Stop Loving You» — там же дошел до 2 позиции. В 1990 году коллективом был выпущен сборник Past to Present 1977 — 1990, который возглавил нидерландский чарт, а во Франции ему досталась 3 позиция.
Kingdom of Desire занял 3 место в Швеции и стал последним альбомом, который попал в десятку различных хит-парадов. Следующие релизы — Tambu (1995), Mindfields (1999), Through the Looking Glass (2002) и Falling In Between (2006) были малоуспешными в коммерческих отношениях. В 2015 году вышел студийный альбом Toto XIV. В 2018 вышел новый студийный альбом Old Is New.

## Студийные альбомы
| Год                                     | Детали | Высшие позиции в хит-парадах | Высшие позиции в хит-парадах | Высшие позиции в хит-парадах | Высшие позиции в хит-парадах | Высшие позиции в хит-парадах | Высшие позиции в хит-парадах | Высшие позиции в хит-парадах | Высшие позиции в хит-парадах | Высшие позиции в хит-парадах | Высшие позиции в хит-парадах | Высшие позиции в хит-парадах | Высшие позиции в хит-парадах | Высшие позиции в хит-парадах | Высшие позиции в хит-парадах | Высшие позиции в хит-парадах | Высшие позиции в хит-парадах | Высшие позиции в хит-парадах | Высшие позиции в хит-парадах | Сертификации (Пороги продаж)                                                                               |
| Год                                     | Детали | СОЕ                          | АВС                          | АВТ                          | БЕЛ                          | БЕЛ                          | ВЕЛ                          | ГЕР                          | ДАН                          | ИТА                          | КАН                          | НИД                          | НОЗ                          | НОР                          | ФИН                          | ФРА                          | ШВА                          | ШВЕ                          | ЯПО                          | Сертификации (Пороги продаж)                                                                               |
| --------------------------------------- | --- | ---------------------------- | ---------------------------- | ---------------------------- | ---------------------------- | ---------------------------- | ---------------------------- | ---------------------------- | ---------------------------- | ---------------------------- | ---------------------------- | ---------------------------- | ---------------------------- | ---------------------------- | ---------------------------- | ---------------------------- | ---------------------------- | ---------------------------- | ---------------------------- | --- |
| 1978                                    | Toto - Дата выпуска: 15 октября 1978 - Форматы: LP, CD, CS - Лейбл: Columbia Records                                                  | 9                            | 2                            | —                            | —                            | —                            | 37                           | 8                            | —                            | —                            | 9                            | 25                           | 24                           | 12                           | —                            | —                            | —                            | 5                            | 168                          | - КАН: 2× Платиновый - ГЕР: Золотой - СОЕ: 2× Платиновый                                                   |
| 1979                                    | Hydra - Дата выпуска: Октябрь 1979 - Формат: LP, CD - Лейбл: Columbia Records                                                         | 37                           | 41                           | —                            | —                            | —                            | —                            | 38                           | —                            | —                            | 10                           | —                            | 29                           | 1                            | —                            | —                            | —                            | 15                           | 173                          | - КАН: Платиновый - СОЕ: Золотой                                                                           |
| 1981                                    | Turn Back - Дата выпуска: Январь 1981 - Форматы: LP, CD - Лейбл: Columbia Records                                                     | 41                           | —                            | —                            | —                            | —                            | —                            | 39                           | —                            | —                            | 29                           | —                            | —                            | 4                            | —                            | —                            | —                            | 16                           | 188                          | |
| 1982                                    | Toto IV - Дата выпуска: 8 апреля 1982 - Форматы: LP, CD, CS, SACD - Лейблы: CBS Records, Columbia Records                             | 4                            | 1                            | —                            | —                            | —                            | 4                            | 12                           | —                            | 2                            | 2                            | 1                            | 9                            | 2                            | 12                           | 16                           | —                            | 17                           | 152                          | - КАН: 2× Платиновый - ФИН: Золотой - ФРА: Платиновый - ГЕР: Платиновый - СОЕ: 3× Платиновый - ГК: Золотой |
| 1984                                    | Isolation - Дата выпуска: Ноябрь 1984 - Форматы: LP, CD, CS - Лейбл: Columbia Records                                                 | 42                           | 65                           | —                            | —                            | —                            | 67                           | 15                           | —                            | 17                           | 57                           | 25                           | —                            | 8                            | 17                           | 12                           | 15                           | 8                            | 166                          | - СОЕ: Золотой                                                                                             |
| 1986                                    | Fahrenheit - Дата выпуска: Август 1986 - Форматы: LP, CD, CS - Лейбл: Columbia Records                                                | 40                           | 98                           | 26                           | —                            | —                            | 99                           | 24                           | —                            | 21                           | 44                           | 19                           | —                            | 12                           | 7                            | —                            | 24                           | 6                            | 195                          | - СОЕ: Золотой                                                                                             |
| 1988                                    | The Seventh One - Дата выпуска: 1 марта 1988 - Форматы: LP, CD, CS - Лейблы: CBS Records, Columbia Records                            | 64                           | —                            | 9                            | —                            | —                            | 73                           | 10                           | —                            | 14                           | 54                           | 1                            | —                            | 4                            | 3                            | 19                           | 4                            | 2                            | 193                          | - ФРА: 2× Золотой - ШВЕ: Золотой                                                                           |
| 1992                                    | Kingdom of Desire - Дата выпуска: 7 сентября 1992 (Европа), 11 мая 1993 (США) - Форматы: LP, CD, CS, MD - Лейбл: Columbia Records     | —                            | —                            | 37                           | —                            | —                            | —                            | 18                           | —                            | —                            | —                            | 5                            | —                            | 7                            | 4                            | 5                            | 5                            | 3                            | 8                            | - ФРА: Золотой - ШВЕ: Золотой                                                                              |
| 1995                                    | Tambu - Дата выпуска: Май 1995 - Форматы: LP, CD, CS - Лейбл: Legacy Recordings                                                       | —                            | —                            | 40                           | 50                           | —                            | —                            | 36                           | —                            | —                            | —                            | 9                            | —                            | 6                            | 6                            | 13                           | 22                           | 5                            | 24                           | |
| 1999                                    | Mindfields - Дата выпуска: 16 марта 1999 - Лейбл: Columbia Records - Форматы: LP, CD, CS                                              | —                            | —                            | 33                           | 42                           | 49                           | —                            | 14                           | —                            | —                            | —                            | 23                           | —                            | 7                            | 5                            | 6                            | 10                           | 7                            | 19                           | |
| 2002                                    | Through the Looking Glass - Дата выпуска: 21 октября 2002 (Великобритания), 5 ноября 2002 (США) - Формат: CD - Лейбл: Capitol Records | —                            | —                            | 51                           | —                            | —                            | —                            | 22                           | 16                           | —                            | —                            | 40                           | —                            | —                            | 39                           | 25                           | 14                           | 26                           | 53                           | |
| 2006                                    | Falling In Between - Дата выпуска: 14 февраля 2006 - Формат: CD - Лейбл: Frontiers Records                                            | —                            | —                            | 53                           | 65                           | 40                           | —                            | 13                           | 26                           | 18                           | —                            | 10                           | —                            | 16                           | 12                           | 48                           | 12                           | 6                            | 22                           | |
| 2015                                    | Toto XIV - Дата выпуска: 20 марта 2015 - Формат: CD - Лейбл: Frontiers Records                                                        | 98                           | —                            | 11                           | 28                           | 33                           | 43                           | 4                            | 15                           | 16                           | —                            | 2                            | —                            | 6                            | 5                            | 123                          | 3                            | 4                            | —                            | |
| 2018                                    | Old Is New - Дата выпуска: 30 ноября 2018 - Формат: CD - Лейбл: Columbia Records                                                      | —                            | —                            | —                            | —                            | —                            | —                            | —                            | —                            | —                            | —                            | —                            | —                            | —                            | —                            | —                            | 69                           | —                            | —                            | |
| «—» означает, что релиз не попал в чарт | |                              |                              |                              |                              |                              |                              |                              |                              |                              |                              |                              |                              |                              |                              |                              |                              |                              |                              | |

## Концертные альбомы
| 1993                                     | Absolutely Live - Дата выпуска: 12 октября 1993 - Форматы: LP, CD - Лейбл: Columbia Records                | 76 | 23 | 30 | —   | 35 | 39  |
| 1999                                     | Livefields - Дата выпуска: 1999 - Формат: CD - Лейбл: Columbia Records                                     | 57 | 39 | —  | 25  | —  | —   |
| 2003                                     | Live in Amsterdam - Дата выпуска: 7 октября 2003 - Форматы: CD, DVD-V, Blu-ray - Лейбл: Eagle Records      | 50 | 66 | —  | 120 | —  | 133 |
| 2007                                     | Falling in Between Live - Дата выпуска: 17 августа 2007 - Форматы: CD, Blu-ray - Лейбл: Eagle Records      | 49 | 88 | —  | 81  | —  | 165 |
| 2014                                     | 35th Anniversary Tour — Live in Poland - Дата выпуска: 29 апреля 2014 - Форматы: DVD - Лейбл: Eagle Vision | 6  | 31 | —  | 78  | —  | —   |
| «—» означает, что альбом не попал в чарт | |    |    |    |     |    |     |

## Саундтреки
| Год  | Детали                                                     | Высшие позиции в хит-парадах |
| Год  | Детали                                                     | СОЕ                          |
| ---- | ---------------------------------------------------------- | ---------------------------- |
| 1984 | Dune - Дата выпуска: Декабрь 1984 - Лейбл: Polydor Records | 168                          |

## Сборники
| Год                                      | Детали | Высшие позиции в хит-парадах | Высшие позиции в хит-парадах | Высшие позиции в хит-парадах | Высшие позиции в хит-парадах | Высшие позиции в хит-парадах | Высшие позиции в хит-парадах | Высшие позиции в хит-парадах | Высшие позиции в хит-парадах | Высшие позиции в хит-парадах | Высшие позиции в хит-парадах | Высшие позиции в хит-парадах | Высшие позиции в хит-парадах | Сертификации (Пороги продаж)                                                     |
| Год                                      | Детали | СОЕ                          | АВТ                          | ГЕР                          | ДАН                          | НИД                          | НОЗ                          | НОР                          | ФИН                          | ФРА                          | ШВА                          | ШВЕ                          | ЯПО                          | Сертификации (Пороги продаж)                                                     |
| ---------------------------------------- | --- | ---------------------------- | ---------------------------- | ---------------------------- | ---------------------------- | ---------------------------- | ---------------------------- | ---------------------------- | ---------------------------- | ---------------------------- | ---------------------------- | ---------------------------- | ---------------------------- | -------------------------------------------------------------------------------- |
| 1990                                     | Past to Present 1977 — 1990 - Дата выпуска: 6 мая 1990 - Форматы: LP, CD + DVD, CS - Лейбл: Columbia Records        | 153                          | 26                           | 13                           | —                            | 1                            | —                            | 9                            | 8                            | 3                            | 8                            | 9                            | 28                           | - ФИН: Золотой - ГЕР: Золотой - ФРА: Платиновый - СОЕ: Платиновый - ШВЕ: Золотой |
| 1995                                     | Best Ballads - Дата выпуска: 18 января 1995 - Формат: CD - Лейбл: Columbia Records                                  | —                            | 34                           | 31                           | —                            | 19                           | —                            | —                            | —                            | —                            | 32                           | —                            | —                            |                                                                                  |
| 1996                                     | Legend : The Best of Toto - Дата выпуска: 1996 - Формат: CD - Лейбл: Columbia Records                               | —                            | —                            | —                            | —                            | —                            | —                            | —                            | 10                           | 1                            | —                            | —                            | —                            | - ФИН: Золотой - ФРА: 2× Золотой                                                 |
| 1996                                     | Greatest Hits - Дата выпуска: 4 декабря 1996 - Формат: CD - Лейбл: Columbia Records                                 | —                            | 49                           | 63                           | —                            | —                            | —                            | 3                            | —                            | —                            | —                            | —                            | —                            | - НОР: Платиновый                                                                |
| 1998                                     | Toto XX - Дата выпуска: Декабрь 1998 - Формат: CD - Лейбл: Sony Legacy                                              | —                            | —                            | 50                           | —                            | 44                           | —                            | 7                            | 28                           | 25                           | —                            | 39                           | 30                           |                                                                                  |
| 2000                                     | Hold The Line — The Very Best of Toto - Дата выпуска: 2000 - Формат: CD - Лейбл: Zounds Music                       | —                            | —                            | —                            | —                            | —                            | —                            | —                            | —                            | —                            | —                            | 4                            | —                            |                                                                                  |
| 2001                                     | Super Hits - Дата выпуска: 5 июня 2001 - Формат: CD - Лейбл: Eagle Records                                          | —                            | —                            | —                            | —                            | —                            | —                            | —                            | —                            | 20                           | —                            | —                            | —                            |                                                                                  |
| 2002                                     | The Very Best of Toto - Дата выпуска: 14 октября 2002 - Формат: CD - Лейбл: Sony Music Media                        | —                            | —                            | —                            | —                            | —                            | 38                           | —                            | —                            | 14                           | 85                           | —                            | —                            |                                                                                  |
| 2002                                     | Greatest Hits …and More - Дата выпуска: 2002 - Формат: CD - Лейбл: Sony Music Media                                 | —                            | —                            | —                            | —                            | 67                           | —                            | —                            | —                            | —                            | —                            | —                            | 210                          |                                                                                  |
| 2003                                     | Love Songs - Дата выпуска: 20 января 2003 - Формат: CD - Лейбл: Columbia Records                                    | —                            | —                            | —                            | —                            | —                            | —                            | —                            | —                            | —                            | —                            | —                            | —                            |                                                                                  |
| 2003                                     | Africa - Дата выпуска: 14 апреля 2003 - Формат: CD - Лейбл: Columbia Records                                        | —                            | —                            | —                            | —                            | —                            | —                            | —                            | —                            | —                            | —                            | —                            | —                            |                                                                                  |
| 2003                                     | The Essential Toto - Дата выпуска: 30 сентября 2003 - Формат: CD - Лейбл: Columbia Records                          | —                            | —                            | —                            | —                            | —                            | —                            | 2                            | 18                           | 56                           | —                            | —                            | —                            | - НОР: Золотой                                                                   |
| 2005                                     | Rosanna — The Very Best of Toto - Дата выпуска: 14 февраля 2005 - Формат: CD - Лейбл: Columbia Records              | —                            | —                            | —                            | —                            | —                            | —                            | —                            | —                            | —                            | —                            | —                            | —                            |                                                                                  |
| 2007                                     | The Very Best of Toto & Foreigner (Toto / Foreigner) - Дата выпуска: 17 августа 2007 - Формат: CD - Лейбл: Sony BMG | —                            | —                            | —                            | —                            | —                            | —                            | —                            | —                            | —                            | 84                           | —                            | —                            |                                                                                  |
| 2007                                     | Hit Collection - Дата выпуска: 28 декабря 2007 - Формат: CD - Лейбл: Sony BMG                                       | —                            | —                            | —                            | —                            | —                            | —                            | —                            | —                            | —                            | —                            | —                            | —                            |                                                                                  |
| 2008                                     | The Collection - Дата выпуска: 17 марта 2008 - Форматы: CD, DVD-V - Лейбл: Sony BMG                                 | —                            | —                            | —                            | 3                            | —                            | —                            | —                            | 31                           | —                            | —                            | —                            | —                            |                                                                                  |
| 2009                                     | Playlist: The Very Best of Toto - Дата выпуска: 17 апреля 2009 - Формат: CD - Лейбл: Sony Music                     | —                            | —                            | —                            | —                            | —                            | —                            | —                            | —                            | —                            | —                            | —                            | —                            |                                                                                  |
| 2009                                     | Africa — The Best of Toto - Дата выпуска: 15 июня 2009 - Формат: CD - Лейбл: Camden                                 | —                            | —                            | —                            | —                            | —                            | —                            | —                            | —                            | —                            | —                            | —                            | —                            |                                                                                  |
| 2009                                     | Gold — Greatest Hits - Дата выпуска: 30 октября 2009 - Формат: CD - Лейбл: Sony Music                               | —                            | —                            | —                            | —                            | —                            | —                            | —                            | —                            | —                            | —                            | —                            | —                            |                                                                                  |
| 2011                                     | In the Blink of An Eye 1977—2011 - Дата выпуска: 4 мая 2011 - Формат: 2хСD - Лейбл: Sony Music                      | —                            | —                            | —                            | —                            | —                            | —                            | —                            | —                            | —                            | —                            | —                            | —                            |                                                                                  |
| «—» означает, что альбом не попал в чарт | |                              |                              |                              |                              |                              |                              |                              |                              |                              |                              |                              |                              |                                                                                  |

## Синглы
| Год                                       | Сингл                                       | Высшие позиции в хит-парадах | Высшие позиции в хит-парадах | Высшие позиции в хит-парадах | Высшие позиции в хит-парадах | Высшие позиции в хит-парадах | Высшие позиции в хит-парадах | Высшие позиции в хит-парадах | Высшие позиции в хит-парадах | Высшие позиции в хит-парадах | Высшие позиции в хит-парадах | Высшие позиции в хит-парадах | Высшие позиции в хит-парадах | Высшие позиции в хит-парадах | Высшие позиции в хит-парадах | Высшие позиции в хит-парадах | Высшие позиции в хит-парадах | Высшие позиции в хит-парадах | Сертификации (Пороги продаж)                                   | Альбом                      |
| Год                                       | Сингл                                       | СОЕ                          | СОЕ AC                       | СОЕ Rock Tracks              | АВТ                          | БЕЛ                          | ВЕЛ                          | ГЕР                          | ИРЯ                          | КАН                          | НИД                          | НОЗ                          | НОР                          | ФИН                          | ФРА                          | ШВА                          | ШВЕ                          | ЮЖН                          | Сертификации (Пороги продаж)                                   | Альбом                      |
| ----------------------------------------- | ------------------------------------------- | ---------------------------- | ---------------------------- | ---------------------------- | ---------------------------- | ---------------------------- | ---------------------------- | ---------------------------- | ---------------------------- | ---------------------------- | ---------------------------- | ---------------------------- | ---------------------------- | ---------------------------- | ---------------------------- | ---------------------------- | ---------------------------- | ---------------------------- | -------------------------------------------------------------- | --------------------------- |
| 1978                                      | «Hold the Line»                             | 5                            | —                            | —                            | —                            | —                            | 14                           | 23                           | 24                           | 5                            | 19                           | 11                           | —                            | —                            | —                            | —                            | 3                            | 1                            | - СОЕ: Золотой - КАН: Золотой                                  | Toto                        |
| 1979                                      | «I’ll Supply the Love»                      | 45                           | —                            | —                            | —                            | —                            | —                            | —                            | —                            | 73                           | —                            | 29                           | —                            | —                            | —                            | —                            | —                            | —                            |                                                                | Toto                        |
| 1979                                      | «Georgy Porgy»                              | 48                           | 49                           | —                            | —                            | —                            | —                            | —                            | —                            | 49                           | —                            | 11                           | —                            | —                            | —                            | —                            | —                            | —                            |                                                                | Toto                        |
| 1979                                      | «Rockmaker»                                 | —                            | —                            | —                            | —                            | —                            | —                            | —                            | —                            | —                            | —                            | —                            | —                            | —                            | —                            | —                            | —                            | —                            |                                                                | Toto                        |
| 1980                                      | «99»                                        | 26                           | 19                           | —                            | —                            | —                            | —                            | —                            | —                            | 16                           | —                            | 11                           | —                            | —                            | —                            | —                            | —                            | —                            |                                                                | Hydra                       |
| 1980                                      | «St. George and the Dragon»                 | —                            | —                            | —                            | —                            | —                            | —                            | —                            | —                            | —                            | —                            | —                            | —                            | —                            | —                            | —                            | —                            | —                            |                                                                | Hydra                       |
| 1980                                      | «All Us Boys»                               | —                            | —                            | —                            | —                            | —                            | —                            | —                            | —                            | —                            | —                            | —                            | —                            | —                            | —                            | —                            | —                            | —                            |                                                                | Hydra                       |
| 1981                                      | «Goodbye Elenore»                           | 107                          | —                            | —                            | —                            | —                            | —                            | —                            | —                            | —                            | —                            | —                            | —                            | —                            | —                            | —                            | —                            | —                            |                                                                | Turn Back                   |
| 1981                                      | «If It’s the Last Night»                    | —                            | —                            | —                            | —                            | —                            | —                            | —                            | —                            | —                            | —                            | —                            | —                            | —                            | —                            | —                            | —                            | —                            |                                                                | Turn Back                   |
| 1981                                      | «Live for Today»                            | —                            | —                            | 40                           | —                            | —                            | —                            | —                            | —                            | —                            | —                            | —                            | —                            | —                            | —                            | —                            | —                            | —                            |                                                                | Turn Back                   |
| 1982                                      | «Rosanna»                                   | 2                            | 17                           | 8                            | 11                           | 20                           | 12                           | 24                           | 11                           | 4                            | 6                            | 22                           | 2                            | —                            | —                            | 3                            | —                            | 3                            | - СОЕ: Золотой - КАН: Золотой                                  | Toto IV                     |
| 1982                                      | «Make Believe»                              | 30                           | —                            | —                            | —                            | —                            | —                            | 70                           | —                            | —                            | —                            | —                            | —                            | —                            | —                            | —                            | —                            | —                            |                                                                | Toto IV                     |
| 1982                                      | «Africa»                                    | 1                            | 5                            | —                            | 7                            | 7                            | 3                            | 14                           | 2                            | 1                            | 4                            | 5                            | —                            | 18                           | 185                          | 6                            | —                            | 18                           | - СОЕ: Золотой - ВЕЛ: Серебряный - КАН: Золотой - НОЗ: Золотой | Toto IV                     |
| 1982                                      | «Afraid of Love» (промосингл)               | —                            | —                            | 28                           | —                            | —                            | —                            | —                            | —                            | —                            | —                            | —                            | —                            | —                            | —                            | —                            | —                            | —                            |                                                                | Toto IV                     |
| 1982                                      | «Lovers in the Night» (промосингл)          | —                            | —                            | 57                           | —                            | —                            | —                            | —                            | —                            | —                            | —                            | —                            | —                            | —                            | —                            | —                            | —                            | —                            |                                                                | Toto IV                     |
| 1983                                      | «I Won't Hold You Back»                     | 10                           | 1                            | —                            | —                            | —                            | 37                           | —                            | 11                           | 17                           | —                            | —                            | —                            | —                            | —                            | —                            | —                            | —                            |                                                                | Toto IV                     |
| 1983                                      | «Waiting for Your Love»                     | 73                           | 27                           | —                            | —                            | —                            | —                            | —                            | —                            | —                            | —                            | —                            | —                            | —                            | —                            | —                            | —                            | —                            |                                                                | Toto IV                     |
| 1984                                      | «Stranger in Town»                          | 30                           | —                            | 7                            | —                            | —                            | —                            | —                            | —                            | 60                           | —                            | —                            | —                            | —                            | —                            | —                            | —                            | —                            |                                                                | Isolation                   |
| 1985                                      | «Holyanna»                                  | 71                           | —                            | —                            | —                            | —                            | —                            | —                            | —                            | —                            | —                            | —                            | —                            | —                            | —                            | —                            | —                            | —                            |                                                                | Isolation                   |
| 1985                                      | «How Does It Feel»                          | —                            | —                            | —                            | —                            | —                            | —                            | —                            | —                            | —                            | —                            | —                            | —                            | —                            | —                            | —                            | —                            | —                            |                                                                | Isolation                   |
| 1985                                      | «Endless»                                   | —                            | —                            | —                            | —                            | —                            | —                            | —                            | —                            | —                            | —                            | —                            | —                            | —                            | —                            | —                            | —                            | —                            |                                                                | Isolation                   |
| 1986                                      | «I'll Be Over You»                          | 11                           | 1                            | —                            | —                            | —                            | —                            | —                            | —                            | 13                           | 38                           | —                            | —                            | 15                           | —                            | —                            | —                            | 10                           |                                                                | Fahrenheit                  |
| 1986                                      | «Without Your Love»                         | 38                           | 7                            | —                            | —                            | —                            | —                            | —                            | —                            | 87                           | 64                           | —                            | —                            | —                            | —                            | —                            | —                            | —                            |                                                                | Fahrenheit                  |
| 1987                                      | «Till the End»                              | —                            | —                            | —                            | —                            | —                            | —                            | —                            | —                            | —                            | —                            | —                            | —                            | —                            | —                            | —                            | —                            | —                            |                                                                | Fahrenheit                  |
| 1987                                      | «Lea»                                       | —                            | —                            | —                            | —                            | —                            | —                            | —                            | —                            | —                            | —                            | —                            | —                            | —                            | —                            | —                            | —                            | —                            |                                                                | Fahrenheit                  |
| 1988                                      | «Stop Loving You»                           | —                            | —                            | —                            | —                            | 2                            | —                            | —                            | —                            | —                            | 2                            | —                            | 9                            | —                            | —                            | —                            | —                            | —                            |                                                                | The Seventh One             |
| 1988                                      | «Pamela»                                    | 22                           | —                            | —                            | —                            | 10                           | —                            | —                            | —                            | 32                           | 8                            | —                            | —                            | —                            | —                            | —                            | —                            | —                            |                                                                | The Seventh One             |
| 1988                                      | «Mushanga»                                  | —                            | —                            | —                            | —                            | 27                           | —                            | —                            | —                            | —                            | 16                           | —                            | —                            | —                            | —                            | —                            | —                            | —                            |                                                                | The Seventh One             |
| 1988                                      | «Straight for the Heart»                    | —                            | —                            | —                            | —                            | —                            | —                            | —                            | —                            | —                            | —                            | —                            | —                            | —                            | —                            | —                            | —                            | —                            |                                                                | The Seventh One             |
| 1990                                      | «Love Has the Power»                        | —                            | —                            | —                            | —                            | —                            | —                            | —                            | —                            | —                            | 22                           | —                            | —                            | —                            | —                            | —                            | —                            | —                            |                                                                | Past to Present 1977 — 1990 |
| 1990                                      | «Out of Love»                               | —                            | —                            | —                            | —                            | —                            | —                            | —                            | —                            | —                            | 17                           | —                            | —                            | —                            | —                            | —                            | —                            | —                            |                                                                | Past to Present 1977 — 1990 |
| 1990                                      | «Africa» (переиздание)                      | —                            | —                            | —                            | —                            | —                            | —                            | —                            | —                            | —                            | —                            | —                            | —                            | —                            | —                            | —                            | —                            | —                            |                                                                | Past to Present 1977 — 1990 |
| 1990                                      | «Africa» / «Can You Hear What I’m Saying?»  | —                            | —                            | —                            | —                            | —                            | —                            | —                            | —                            | —                            | —                            | —                            | —                            | —                            | —                            | —                            | —                            | —                            |                                                                | Past to Present 1977 — 1990 |
| 1991                                      | «Can You Hear What I’m Saying?»             | —                            | —                            | —                            | —                            | —                            | —                            | —                            | —                            | —                            | 44                           | —                            | —                            | —                            | —                            | —                            | —                            | —                            |                                                                | Past to Present 1977 — 1990 |
| 1992                                      | «Don’t Chain My Heart»                      | —                            | —                            | —                            | —                            | —                            | —                            | —                            | —                            | —                            | 12                           | —                            | 8                            | 11                           | 35                           | 38                           | 9                            | —                            |                                                                | Kingdom of Desire           |
| 1992                                      | «Only You»                                  | —                            | —                            | —                            | —                            | —                            | —                            | —                            | —                            | —                            | —                            | —                            | —                            | —                            | —                            | —                            | —                            | —                            |                                                                | Kingdom of Desire           |
| 1992                                      | «2 Hearts»                                  | —                            | —                            | —                            | —                            | —                            | —                            | —                            | —                            | —                            | —                            | —                            | —                            | —                            | —                            | —                            | —                            | —                            |                                                                | Kingdom of Desire           |
| 1992                                      | «The Other Side»                            | —                            | —                            | —                            | —                            | —                            | —                            | —                            | —                            | —                            | —                            | —                            | —                            | —                            | —                            | —                            | —                            | —                            |                                                                | Kingdom of Desire           |
| 1993                                      | «Africa» (Live)                             | —                            | —                            | —                            | —                            | —                            | —                            | —                            | —                            | —                            | —                            | —                            | —                            | —                            | —                            | —                            | —                            | —                            |                                                                | Absolutely Live             |
| 1993                                      | «With a Little Help from My Friends» (Live) | —                            | —                            | —                            | —                            | —                            | —                            | —                            | —                            | —                            | —                            | —                            | —                            | —                            | —                            | —                            | —                            | —                            |                                                                | Absolutely Live             |
| 1993                                      | «I’ll Be over You» (Live)                   | —                            | —                            | —                            | —                            | —                            | —                            | —                            | —                            | —                            | —                            | —                            | —                            | —                            | —                            | —                            | —                            | —                            |                                                                | Absolutely Live             |
| 1995                                      | «I Will Remember»                           | —                            | —                            | —                            | —                            | —                            | 64                           | 82                           | —                            | —                            | 41                           | —                            | —                            | —                            | —                            | —                            | 29                           | —                            |                                                                | Tambu                       |
| 1995                                      | «The Turning Point»                         | —                            | —                            | —                            | —                            | —                            | —                            | —                            | —                            | —                            | —                            | —                            | —                            | —                            | —                            | —                            | —                            | —                            |                                                                | Tambu                       |
| 1995                                      | «The Other End of Time»                     | —                            | —                            | —                            | —                            | —                            | —                            | —                            | —                            | —                            | —                            | —                            | —                            | —                            | —                            | —                            | —                            | —                            |                                                                | Tambu                       |
| 1996                                      | «If You Belong to Me»                       | —                            | —                            | —                            | —                            | —                            | —                            | —                            | —                            | —                            | —                            | —                            | —                            | —                            | —                            | —                            | —                            | —                            |                                                                | Tambu                       |
| 1998                                      | «Goin' Home»                                | —                            | —                            | —                            | —                            | —                            | —                            | 99                           | —                            | —                            | —                            | —                            | —                            | —                            | —                            | —                            | —                            | —                            |                                                                | Toto XX                     |
| 1999                                      | «Melanie»                                   | —                            | —                            | —                            | —                            | —                            | —                            | —                            | —                            | —                            | 64                           | —                            | —                            | 20                           | —                            | —                            | —                            | —                            |                                                                | Mindfields                  |
| 2002                                      | «Could You Be Loved»                        | —                            | —                            | —                            | —                            | —                            | —                            | —                            | —                            | —                            | —                            | —                            | —                            | —                            | —                            | —                            | —                            | —                            |                                                                | Through the Looking Glass   |
| 2006                                      | «Bottom of Your Soul»                       | —                            | —                            | —                            | —                            | —                            | —                            | —                            | —                            | —                            | 32                           | —                            | —                            | —                            | —                            | —                            | —                            | —                            |                                                                | Falling in Between          |
| 2015                                      | «Orphan»                                    | —                            | —                            | —                            | —                            | —                            | —                            | —                            | —                            | —                            | —                            | —                            | —                            | —                            | —                            | —                            | —                            | —                            |                                                                | Toto XIV                    |
| 2015                                      | «Holy War»                                  | —                            | —                            | —                            | —                            | —                            | —                            | —                            | —                            | —                            | —                            | —                            | —                            | —                            | —                            | —                            | —                            | —                            |                                                                |                             |
| 2015                                      | «Burn»                                      | —                            | —                            | —                            | —                            | —                            | —                            | —                            | —                            | —                            | —                            | —                            | —                            | —                            | —                            | —                            | —                            | —                            |                                                                |                             |
| «—» обозначает, что сингл не попал в чарт |                                             |                              |                              |                              |                              |                              |                              |                              |                              |                              |                              |                              |                              |                              |                              |                              |                              |                              |                                                                |                             |

## Видеоклипы
| Год  | Видео                          | Режиссёр (ы)        |
| ---- | ------------------------------ | ------------------- |
| 1978 | «Hold the Line»                | Майкл Коллинз       |
| 1979 | «I’ll Supply the Love»         | Майкл Коллинз       |
| 1979 | «Georgy Porgy» (Live)          | Майкл Коллинз       |
| 1979 | «99»                           | Брюс Говерс         |
| 1980 | «All Us Boys»                  | Брюс Говерс         |
| 1980 | «Goodbye Eleonore»             | Ким. П. Фридмен     |
| 1980 | «Hydra»                        | Брюс Говерс         |
| 1980 | «Live for Today»               |                     |
| 1980 | «St. George and the Dragons»   | Брюс Говерс         |
| 1982 | «Rosanna»                      | Стив Бэррон         |
| 1982 | «Africa»                       | Стив Бэррон         |
| 1983 | «Waiting for Your Love»        | Брюс Говерс         |
| 1984 | «Stranger in Town»             | Стив Бэррон         |
| 1984 | «Angel Don’t Cry»              | Стив Бэррон         |
| 1985 | «Holyanna»                     | Стив Бэррон         |
| 1985 | «How Does It Feel»             | Дэвид Хоген         |
| 1986 | «I’ll Be Over You»             | Ник Моррис          |
| 1986 | «Without Your Love»            | Томми Чонг          |
| 1987 | «Till the End»                 | Джефф Поркаро       |
| 1988 | «Stop Loving You»              | Найджел Дик         |
| 1988 | «Pamela»                       | Найджел Дик         |
| 1988 | «Straight for the Heart»       | Найджел Дик         |
| 1990 | «Out of Love»                  | Найджел Дик         |
| 1990 | «Can You Hear What I’m Saying» | Найджел Дик         |
| 1992 | «Only You»                     |                     |
| 1992 | «Don’t Chain My Heart»         | Найджел Дик         |
| 1995 | «I Will Remember»              | Траян Джордж        |
| 1996 | «The Turning Point»            | Энди Дойг и Блю Лич |
| 1999 | «Melanie»                      |                     |
| 2000 | «Cruel» (Live)                 |                     |
| 2015 | «Orphan»                       |                     |